# Аліменти (фільм, 1917)
«Аліменти» (англ. Alimony) — американська драма режисера Емметта Дж. Флінна 1917 року.

## У ролях
- Лоїс Вілсон — Марджорі Лансінг
- Джордж Фішер — Говард Тернер
- Жозефін Вайттелл — Берніс Брістоль Флінт
- Воллес Ворслі — Джон Флінт
- Артур Аллардт — Ілія Стон
- Джозеф Дж. Даулінг — Вільям Джексон
- Іда Льюїс — місіс Лансінг
- Маргарет Лівінгстон — Флоренс
- Еліс Террі — танцюристка
- Рудольф Валентіно — танцюрист